# Heldritt

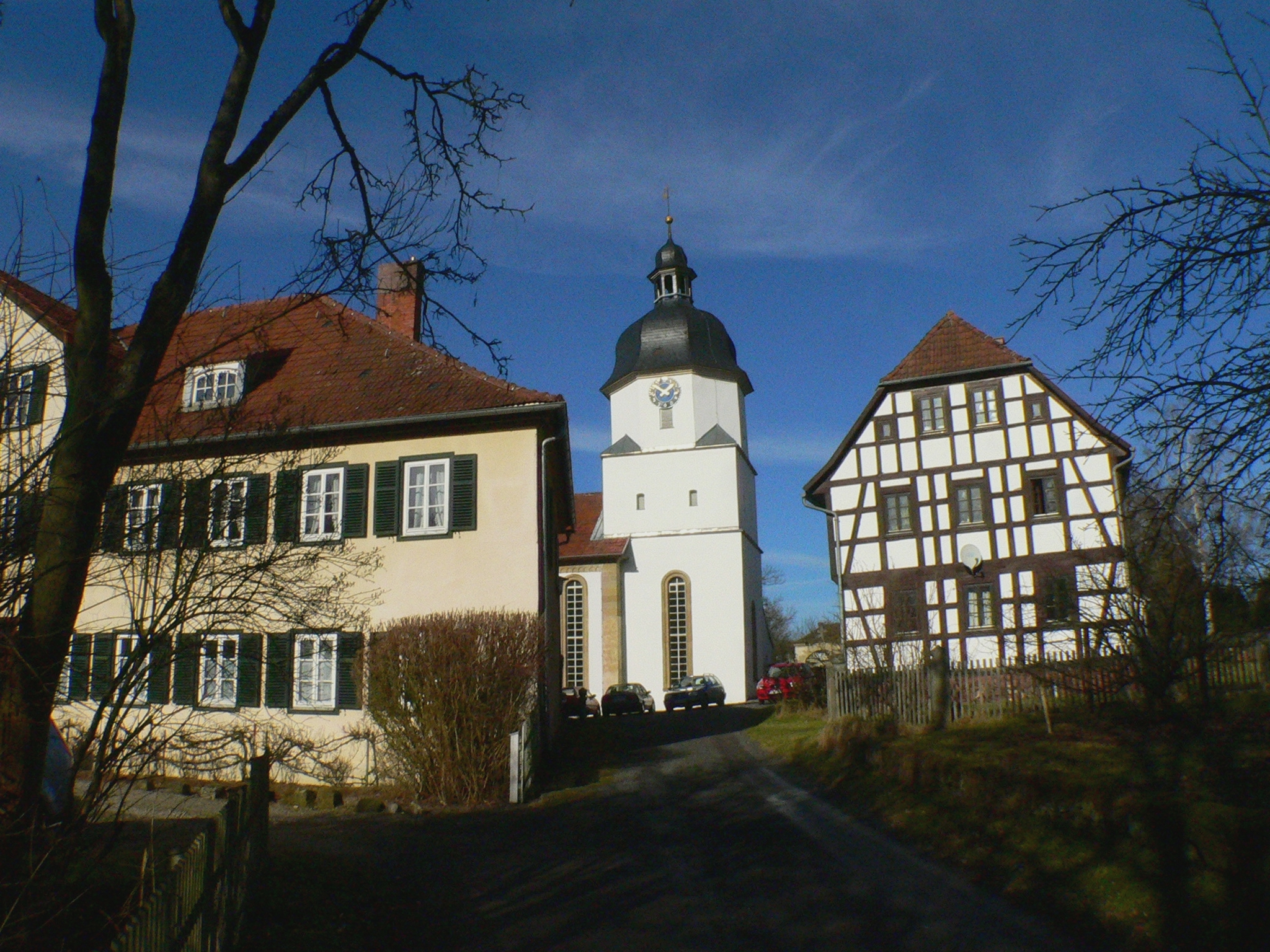
Oberschloss, Kirche und Pfarrhaus

Wappen derer von Heldritt

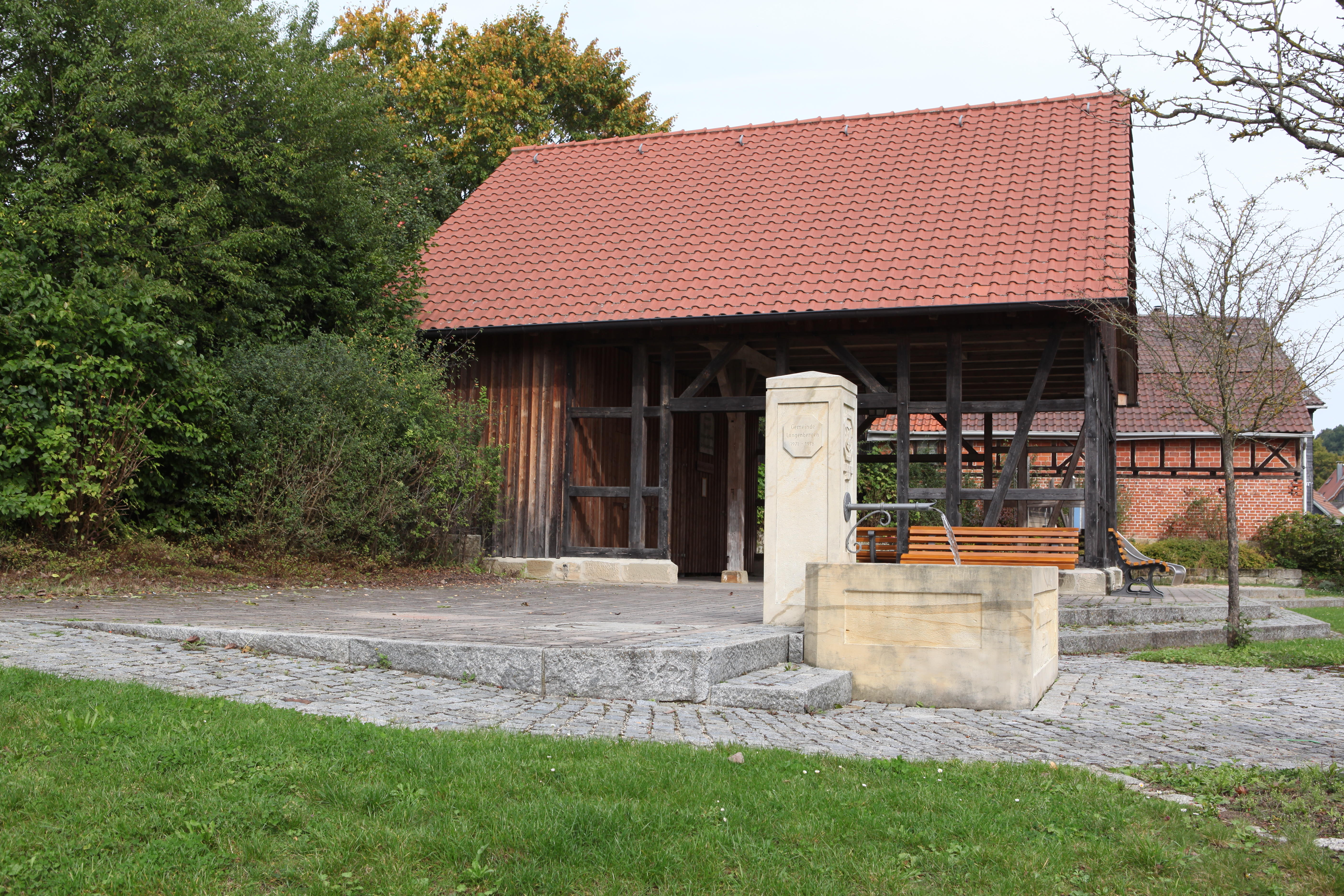
Dorfplatz

Heldritt ist ein Gemeindeteil der Stadt Bad Rodach im oberfränkischen Landkreis Coburg.

## Geographie
Das Kirchdorf Heldritt liegt etwa 16 Kilometer nordwestlich von Coburg und drei Kilometer nordöstlich von Bad Rodach in einer Mulde vor den Langen Bergen. Der Mühlbach, ein Quellbach der Rodach, fließt durch den Ort.

## Geschichte
Auf dem Gebiet von Heldritt wurden alte Siedlungsspuren nachgewiesen; in der Ortsflur wurde ein Männergrab aus der jüngeren Bronzezeit (etwa 1300 bis 750 v. Chr.) gefunden.
Die erste urkundliche Erwähnung von Heldritt geht auf das Jahr 1234 zurück, als „Karolus de Helderit“ ein Gut in Zilgendorf (heute Ortsteil von Bad Staffelstein) gegen je ein Gut in „Mouder“ (Meeder) und in „Guberstatt“ (Gauerstadt) eintauschte.
Die von Heldritt waren Vasallen der Grafen von Henneberg. Sie besaßen neben zwei Ansitzen (Ober- und Unterschloss) in Heldritt auch Ansitze in Bockstadt, Brattendorf, Einöd, Gompertshausen, Goßmannsrod, Harras, Schwarzbach, Tannhausen, Waldsachsen, Weimarschmieden und Weißenbrunn. Sie machten über die Jahrhunderte umfangreiche Zuwendungen an umliegende Klöster.
Aus dem Geschlecht von Heldritt stammte wohl auch der 1416 verstorbene Bamberger Weihbischof Johann von Heldritt, von dem sich in der Kirche des Dominikanerklosters Bamberg die Grabplatte erhalten hat.
1474 wurde die erste Kirche in Heldritt, eine Filialkirche der Rodacher Pfarrei, errichtet. 1511 wurde die Nikolauskirche unter dem Patronat des Veit von Heldritt selbständig. Ab 1528 hatte Heldritt einen protestantischen Pfarrer.
1626 und 1630 forderte die Pest in Heldritt Todesopfer. Bald darauf, im Jahr 1632, wurde Heldritt durch bayerische und kaiserliche Soldaten weitgehend zerstört. 1642 war Heldritt fast ausgestorben, ein Drittel der Bewohner hatte überlebt und die Ackerflur lag zu zwei Dritteln wüst.
Nachdem alle Bewohner des Oberschlosses gestorben waren, erwarb es 1662 Adam Koelbel von Geissing. Seit 1831 befindet sich das Oberschloss im Eigentum der Familie von Butler.
Von 1703 bis 1705 wurde eine neue Kirche errichtet. 1790 starb mit Erdmann von Heldritt der letzte männliche Besitzer des unteren Schlosses. Von seinen sechs Töchtern erwarb die Gemeinde Heldritt das untere Schloss samt zugehörigem Grundbesitz für 17.000 Gulden.
1847 bis 1848 wurde die Kirche umgebaut und erhielt im Wesentlichen ihr heutiges Aussehen. 1867 erhielt sie eine neue Orgel.
1861 wurde der Turnverein (heute TSV Heldritt), 1877 der Gesangverein Heldritt gegründet. Elektrisches Licht ist seit dem 26. Februar 1923 in Heldritt verfügbar.
Im Jahr 1875 nahm die Brauerei Schubert die Produktion auf. Sie gehörte zur Gastwirtschaft Zum Braunen Roß und stellte 1902 den Betrieb ein.
Die Waldbühne Heldritt wird seit 1930 bespielt; der 1950 von Ferdinand Morgenroth gegründete Heimatverein organisiert seitdem die Bespielung der Bühne.
Am 1. Juli 1971 schloss sich Heldritt mit Grattstadt zur Gemeinde Langenbergen zusammen. Diese wurde am 1. Mai 1978 nach Rodach bei Coburg eingemeindet.
Heldritt hat als größter Stadtteil von Bad Rodach etwa 800 Einwohner.

## Söhne und Töchter der Gemeinde
- Johann von Heldritt († 1416), Weihbischof in Bamberg
- Johann Christoph Wiegleb (1690–1749), Orgelbauer des Barock
- Peter von Butler (1913–2010), Generalleutnant
- Ruprecht von Butler (1924–2024), Generalmajor
- Peter von Butler (1940–2014), Diplomat und Botschafter der Bundesrepublik Deutschland
- Carl-Hubertus von Butler (* 1950), Generalleutnant a. D.
- Ruprecht Horst von Butler (* 1967), Generalmajor